# Deneuille-lès-Chantelle
Deneuille-lès-Chantelle è un comune francese di 97 abitanti situato nel dipartimento dell'Allier della regione dell'Alvernia-Rodano-Alpi.

## Società

### Evoluzione demografica
Abitanti censiti